# John van 't Schip
Johannes Nicolaas van 't Schip, mais conhecido como John van 't Schip, (Fort St. John, 30 de dezembro de 1963) é um treinador e ex-futebolista neerlandês que atuava como meio-campista.

## Carreira como jogador
Nascido numa pequena cidade do Canadá, mas com pais neerlandeses, acabou optando pela nacionalidade dos país. van 't Schip iniciou sua carreira nas categorias de base do Ajax, aos treze anos, estreando na equipe profissional em dezembro de 1981. Nessa mesma época, enquanto tivera oportunidade de atuar ao lado da lenda Johan Cruijff, atuava também ao lado de nomes como van Basten, Rijkaard e Bosman, que seriam a geração que conquistaria a Eurocopa 1988, o primeiro título da Laranja mecânica.
Após onze anos defendendo o clube Godenzonen, acabou se transferindo para Gênova, onde atuaria no Genoa, uma das potências nas primeiras décadas no século, mas que perdia importância com o tempo. Antes, van 't Schip havia recebido uma proposta do Valencia, treinador por seu compatriota Guus Hiddink, mas que acabou recusando.
Em Gênova, van 't Schip permaneceu durante quatro temporadas, tendo participação importantes para manter a equipe na elite italiana, mas acabou não podendo evitar a queda em sua terceira temporada. Apesar da queda, acabou permanecendo durante mais uma temporada, mas não conseguiu levar a equipe a primeira divisão novamente. Porém, conquistou o seu primeiro e único título pela equipe. Após essa temporada, acabou se aposentando, e posteriormente, retornando ao futebol neerlandês, onde iníciou a carreira de treinador.

## Seleção neerlandesa
Pela seleção neerlandesa, van 't Schip disputou quarenta e uma partidas, marcando dois gols. Sua primeira partida aconteceu contra a Escócia, em abril de 1986, e sua última partida foi contra a Bielorrússia, em junho de 1995. Durante esse período, van 't Schip participou das Eurocopas de 1988 (onde foi campeão) e 1992. Ainda esteve presente na Copa do Mundo de 1990.

## Como treinador
Logo após abandonar a carreira nos campos, acabou se tornando treinador das categorias de base do Ajax, onde ficou durante três temporada. Na temporada 2000-01, assumiu a função de assitente na equipe, antes de ser contratado pelo Twente, onde treinaria a equipe principal na temporada seguinte. Acabou retornando na temporada seguinte, onde assumiu o comando do Ajax II, ficando durante duas temporadas, saindo quando foi convidado por van Basten para ser seu assistente na seleção neerlandesa, ficando durante quatro anos, até van Basten deixar o comando da seleção.
Quando van Basten assumiu o comando do Ajax, van 't Schip acabou seguindo o mesmo rumo, novamente como seu assistente. Em 6 de maio de 2009, após van Basten se demitir do comando da equipe, van 't Schip acabou assumindo interinamente o comando do time, permanecendo até o fim da temporada, em 30 de junho de 2009.
Em 12 de outubro de 2009, van 't Schip assinou um contrato com o clube austráliano Melbourne Heart, que fará sua estreia na A-League na temporada 2010-11. Após quase três anos na Austrália, acertou no início de 2012 com o Guadalajara.